# アニュトス
アニュトス（古希: Ἄνυτος, Ánytos、英: Anytus）は、紀元前5世紀から紀元前4世紀にかけての古代ギリシアのアテナイの政治家。
革なめしを家業とする手工業者出身の保守派・民主派の政治家で、三十人政権の打倒で功績を残した。
手工業者・政治家の代表として、詩人代表のメレトス、弁論家代表のリュコンと共に、ソクラテスを涜神罪（神を冒涜した罪）で公訴し、その刑死に主導的な役割を果たした。
プラトンの対話篇『メノン』に、対話者の1人として登場し、ソフィストを毛嫌いする保守的な人物として描かれている。
クセノポンの『ソクラテスの弁明』によると、ソクラテスに、息子に家業の「革なめし」の教育をすべきでないと忠告されたことに、恨みを持っていた。
『ギリシア哲学者列伝』(第2巻第5章43節)によると、ソクラテス処刑後にアテナイ人はそれを後悔し、告訴人の内メレトスを死刑にし、アニュトス等は国外追放にした。アニュトスはヘラクレイアの町に逃れたが、即日退去させられた。
クセノポンの『ソクラテスの弁明』によると、裁判後のソクラテスは、「アニュトスの息子は優秀であり、家業の革なめしに留まることはないだろうが、優秀な監督者（教育者）を持たないせいで、恥ずべき欲望に陥って劣悪になってしまう」ことを予言し、実際アニュトスの息子は後に酒に溺れてしまうようになったという。そしてアニュトスは、彼自身の無分別と息子への酷い教育のせいで、死んだ後も悪評を得たという。